# 니컬러스 호프
니컬러스 호프(Nicholas Hope, 1958년 12월 25일 ~ )는 오스트레일리아의 배우, 텔레비전 배우이다.
맨체스터에서 태어났다.

## 영화
- 북 위크 (2018년) - 켄 역
- 더 스쿨 (2018년)
- 트루스 (2015년) - 마르셀 매틀리 역
- 나의 딸 (2015년) - 피터슨 역
- 그렉스 퍼스트 데이 (2013년)
- 버터플라이 (2012년)
- 레드 주식회사 (2012년) - 토마스 레드먼 역
- 콜드 런치 (2008년)
- 유로 (2006년)
- 아나콘다 2 - 사라지지 않는 저주 (2004년)
- 플레이밍 브레인 (2003년)
- 1967년형 시트로엥 (2000년)
- 파스케이프 (1999년)
- 바보 헨리 (1997년)
- 타슌가 (1996년)
- 배드 보이 버비 (1993년)